# Kanyadan
El término kanyādān hace referencia a la forma más valorada de matrimonio hindú.
De manera más específica, el kanyādān es un tipo de ritual de matrimonio hindú y significa “regalo de una virgen” o “regalo de una doncella” Sin embargo, a lo largo del sudeste asiático existen diferentes interpretaciones y prácticas.

## Significado
Según las teorías contemporáneas hindúes ortodoxas, dar la hija virgen a la familia del esposo no solo aumenta y asegura el prestigio de los padres, pero se cree que también los purifica del pecado. El kanyadan establece que la esposa es una forma de Puruṣārthas tal como lo son Dharma, Artha, Kāma y Moksha. El ritual tiene por objetivo que el novio comprenda que su esposa es el regalo más precioso que recibe del dios Vishnu y que la novia comprenda que su esposo es una forma de Vishnu.

## Canciones kanyādān
En las comunidades donde se lleva a cabo el kanyādān como parte de las ceremonias de matrimonio, el ritual se realiza mediante diversos cánticos kanyādān. Estas canciones pueden incluir lamentos de los padres por la pérdida de su hija, y lamentos por los sacrificios económicos que han realizado para que se celebre el matrimonio. Otras canciones se concentran en el novio, por ejemplo comparándolo con el "novio ideal", el dios Rama, en la epopeya Ramayana. Finalmente, una canción kanyādān puede expresar la humillación de la hija por ser entregada por su padre, significando en alguna medida que ella ha sido traicionada. Un aspecto importante de notar, es que el ritual de kanyādān se realiza inmediatamente previo al ritual de Sindoor (sindurdan), que marca la pérdida simbólica de la virginidad de la novia.